# Raïon Alikovskij
Vournarskij Raïon (em cirílico: Аликовский район) é um dos 21 raions da República Tchuvache. O raion foi constiuido em [[1927]+ e fica à 67 quilómetros da capital da república, Cheboksary. È dividido em 12 selsovec (conselhos rurais).
Sua capital è Alikovo.